# Gymnocalycium spegazzinii
Gymnocalycium spegazzinii (Britton & Rose 1922; укр. Гімнокаліціум Спегаццині) — кактус з роду гімнокаліціум (підрід Microsemineum).

## Етимологія

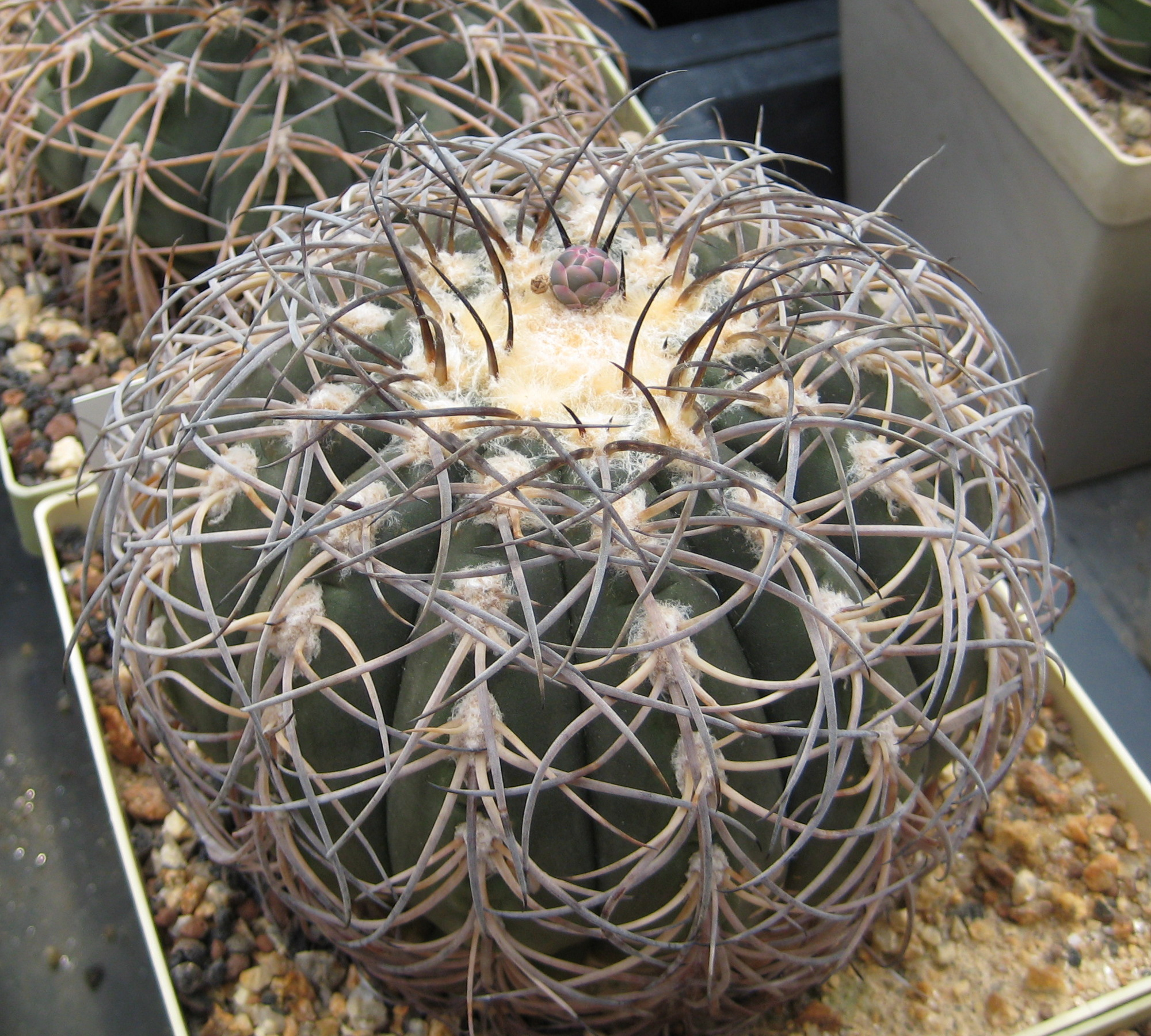
Gymnocalycium spegazzinii з бутоном

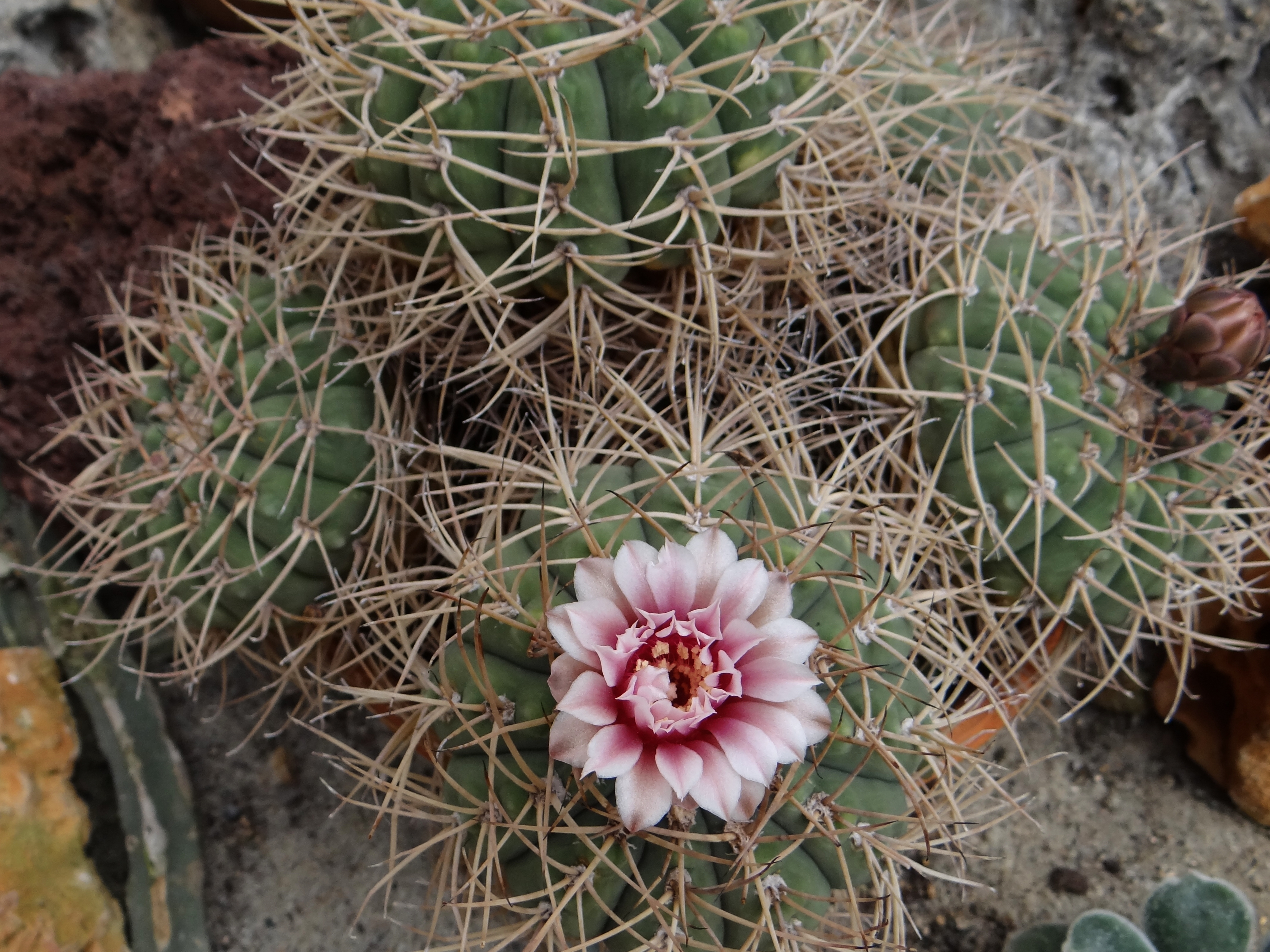
КвіткаGymnocalycium spegazzinii subsp. cardenasianum

Видова назва дана на честь Карлоса Луїджі Спегаццині (ісп. Carlos Luis Spegazzini) — емігранта з Італії, фахівця з аргентинських кактусів, лікаря, професора фармакології та ботаніки з Буенос-Айреса, директора Інституту біології в Ла-Платі (Аргентина), автора низки робіт про кактуси.

## Загальна біоморфологічна характеристика
Рослини одиночні, приплюснуто-кулясті, сіро-зелені до коричнюватих, 6-12 см заввишки, 10-14 см в діаметрі. Ребер 10-15, низькі, широкі, з невеликими борозенками між ареолами. Колючок 5-8, тверді, вигнуті донизу і до поверхні стебла, коричневі або до сірувато-коричневі, 2-5,5 см завдовжки. Квітки воронкоподібні, білі або блідо-рожеві, з багрянисто-червоною горловиною, до 7 см завдовжки і 5 см в діаметрі. Плоди кулясті до овальних.

## Ареал
Цей вид зустрічається в двох ізольованих локалітетах — один в Аргентині (провінції Сальта, Катамарка і Тукуман), інший в Болівії (департамент Тариха).

## Екологія
Росте на висоті від 1 500 до 3 000 м над рівнем моря. Мешкає в чагарниках, на піщаних і кам'янистих ґрунтах.

## Охорона у природі
Gymnocalycium spegazzinii входить до Червоного списку Міжнародного Союзу Охорони Природи, стан — в найменшому ризику. Займає ареал понад 20 000 км², рослини ростуть достатньо рясно і суттєвих загроз для виду немає. Деякої шкоди популяції завдають розширення сільськогосподарських земель та розведення худоби. Незаконне збирання становить загрозу в меншій мірі.
Зустрічається в декількох природоохоронних територіях, таких як Лос-Кардонес і Кебрада де-лас-Кончас.

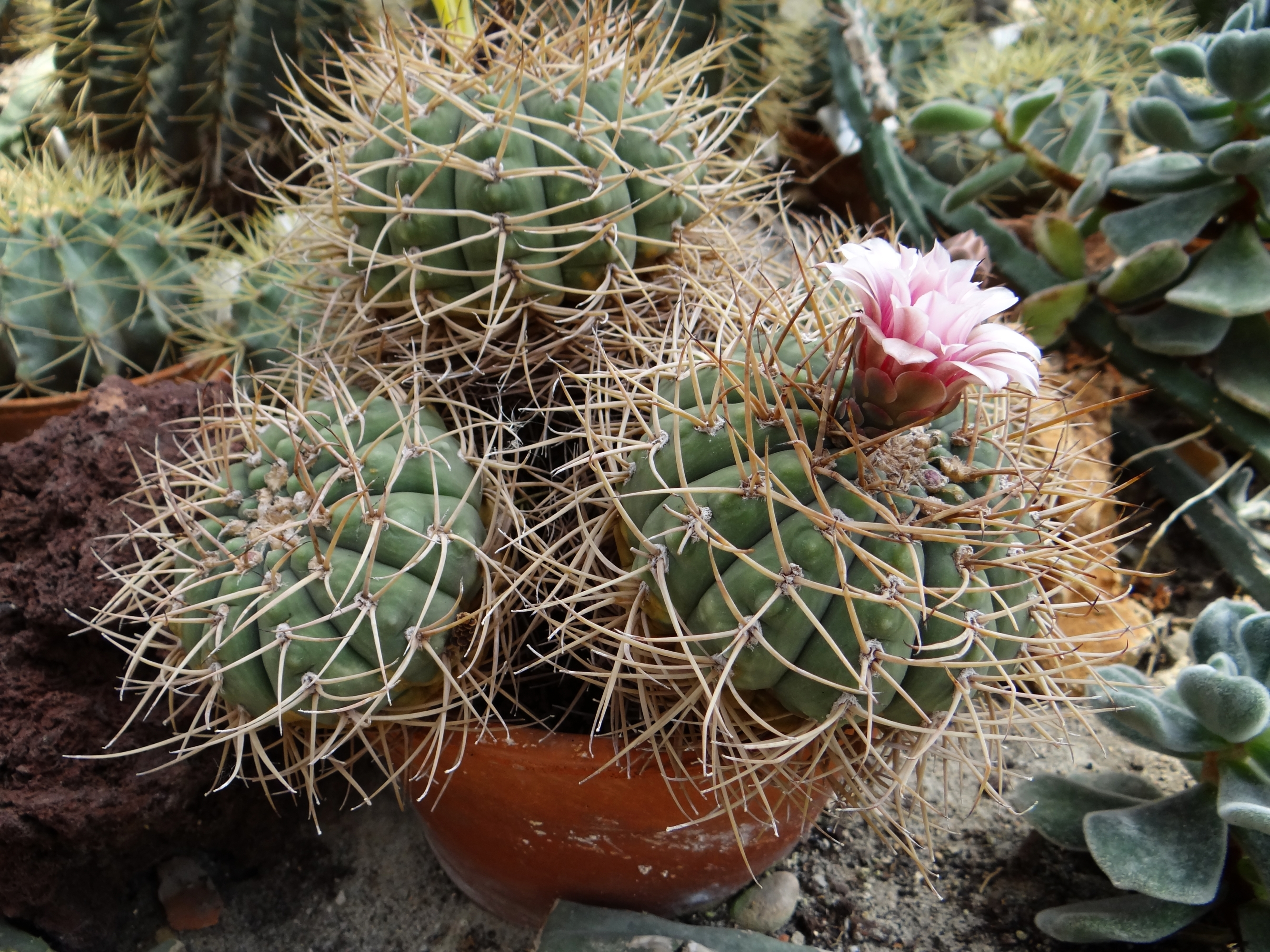
Gymnocalycium spegazzinii subsp. cardenasianum

## Підвиди
Визнані два підвиди Gymnocalycium spegazzinii:
- Gymnocalycium spegazzinii  subsp. spegazzinii — центральних колючок немає, радіальних — 5-7, виростає в Аргентині;
- Gymnocalycium spegazzinii  subsp. cardenasianum — має 1-2 центральних колючок і 3-6 радіальних, виростає Болівії.

## Утримання в культурі
Місця зростання Gymnocalycium spegazzinii розташовані в гірських областях, тому вони витривалі і морозостійкі, якщо взимку утримуються сухими. Люблять повне сонце.